# Sundin Ang Puso
"Sundin Ang Puso" ou "For the Love of It" é uma canção do grupo pop global Now United, lançada em 28 de abril de 2019, uma parceira com a marca de refrigerantes Pepsi. A canção tem versos em Tagalog. A canção conta com os vocais de Any, Diarra, Noah e Bailey.

## Controvérsias
No vídeo anunciando a entrada do grupo nas plataformas digitais, foi prometido a versão em inglês está junto com as outras, mas até hoje não se sabe o motivo dessa música não ter entrado.

## Versão em inglês
Sua versão em inglês foi disponibilizada no dia 19 de setembro de 2019.

## Videoclipe
O clipe foi gravado em Manila, Filipinas.

## Histórico de lançamento

### Versão emLíngua Filipina
| Região | Data                | Formato   | Gravadora | Ref.  |
| ------ | ------------------- | --------- | --------- | ----- |
| Mundo  | 28 de abril de 2019 | streaming | XIX       | [ 5 ] |

### Versão em inglês
| Região | Data                   | Formato   | Gravadora |
| ------ | ---------------------- | --------- | --------- |
| Mundo  | 19 de setembro de 2019 | streaming | XIX       |